# Трошков Олексій Олександрович

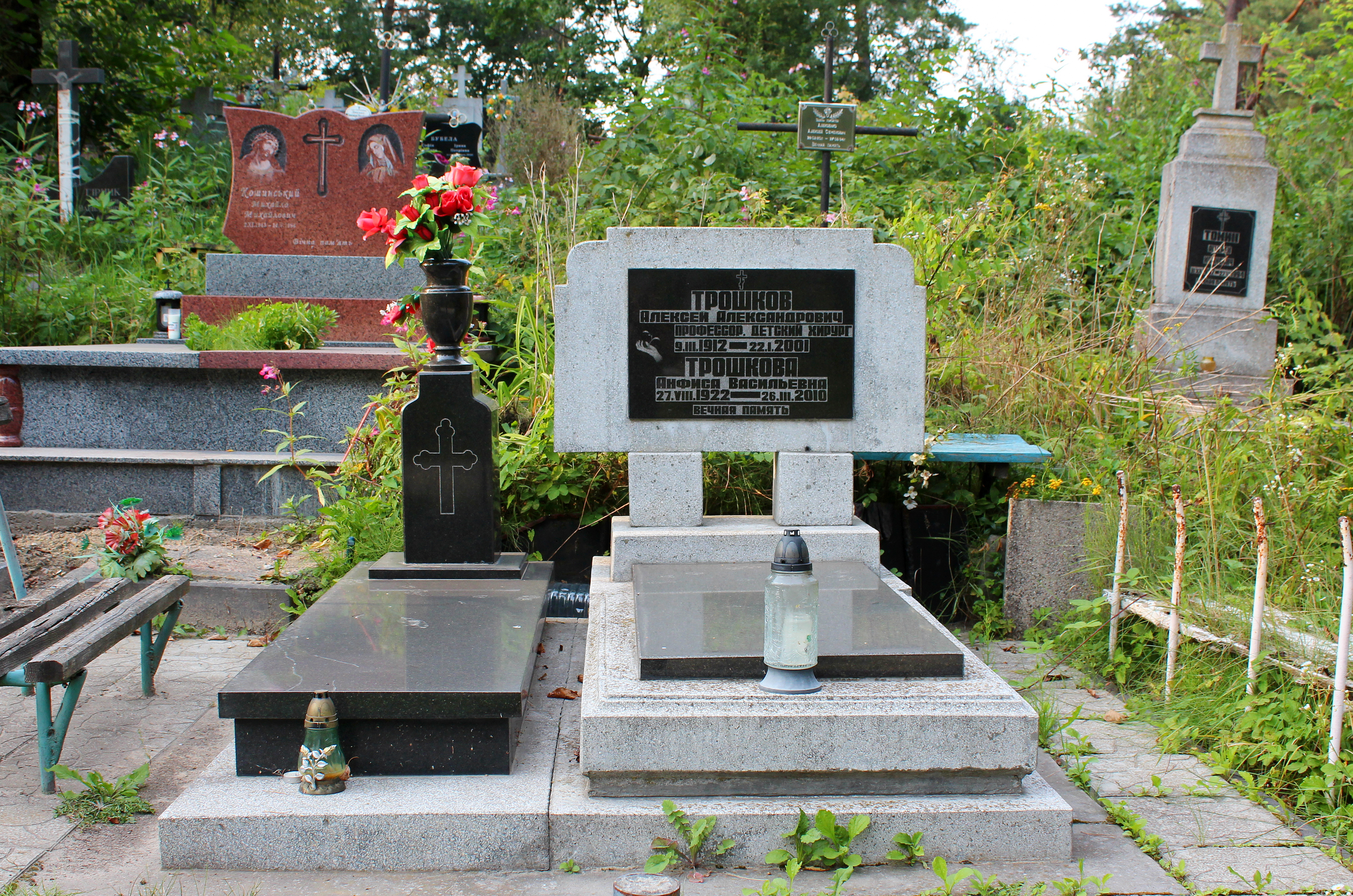

Олексі́й Олекса́ндрович Трошко́в (рос. Алексей Александрович Трошков; 9 березня 1912, село Устьянка — 22 січня 2001, Львів) — український дитячий хірург російського походження, педагог, доктор медичних наук (1964), професор (1965), учасник Другої світової війни.

## Життєпис
Народився Олексій Олександрович Трошков 9 березня 1912 у селі Устьянка в Алтайській губернії.

У 1940 році закінчив медичний факультет Іркутський державний медичний інститут.

1940—1941 — хірург Центральної районної лікарні станції Зима Іркутської області.

1941—1946 — хірург діючої армії.

1946—1950 — ординатор клініки факультетської хірургії Львівського державного медичного інституту.

1950—1954 — асистент, 1954—1955 — доцент кафедри факультетської хірургії Станіславівського державного медичного інституту.

1955—1958 — завідувач клінічного відділу Львівського науково-дослідного інституту переливання крові.

1955—1958 — асистент, 1958—1965 — доцент кафедри факультетської хірургії педіатричного і санітарно-гігієнічного факультетів Львівського державного медичного інституту.

1965—1985 — організатор і завідувач окремої кафедри дитячої хірургії Львівського державного медичного інституту.

Автор близько 110 наукових робіт з питань гнійносептичної, судинної і дитячої хірургії.
Підготував 2-х докторів і 8-х кандидатів медичних наук.
Нагороджений: орденом Вітчизняної війни I-го ступеня і 7 медалями.

Помер Олексій Олександрович Трошков 22 січня 2001 року, похований на Голосківському цвинтарі , поле № 6 а .49°53′29″ пн. ш. 24°01′43″ сх. д. / 49.89139° пн. ш. 24.02861° сх. д. у Львові.

## Біобібліографія
окремі статті
1. Трошков, А. А.  Хирургическое лечение слоновости нижних конечностей [Текст] : автореф. дисс. на соиск. уч. степ. к. м. н. / А. А. Трошков ; Станиславский государственный мед. ин-т. — Станислав, 1952. — 16 с.(рос.)
2. Трошков А. А. Об этиологии слоновости нижних конечностей // Советская медицина. — 1958. — № 6. — С. 135.(рос.)
3. Зербино Д. Д. Макро-микроскопическая структура лимфатических капилляров и сосудов кожи при слоновости / Д. Д. Зербино, А. А. Трошков // Тезисы докладов 41 итоговой научной конференции (апрель 1965 г.) / Черновицкий государственный медицинский институт. – Черновцы, 1965. – С. 70–72.(рос.)
4. Зербино Д. Д. Общая морфология возрастных, компенсаторно-приспособительных и патологических изменений экстраорганных лимфатических сосудов / Д. Д. Зербино, А. А. Трошков // Материалы Седьмой научной конференции по вопросам возрастной морфологии, физиологии и биохимии (апрель 1965 г.). – М., 1965. – С. 70–72.(рос.)
5. Зербино Д. Д. Морфологические изменения лимфатических сосудов тканей, удаленных по поводу слоновости / Д. Д. Зербино, А. А. Трошков // Экспериментальная хирургия и анестезиология. – 1966. – № 5. – С. 68–69.(рос.)
6. Трошков А. А. Хилус-рефлекс и хилерея / А. А. Трошков, Д. Д. Зербино // Хирургия. – 1968. – № 9. – С. 111–115.(рос.)
7. Трошков А. А., Матешук Р. В., Ляпис М. А. Врожденная слоновость у детей // Хирургия. — 1971. — № 4. — С. 100—104.(рос.)
8. Трошков А. А. Первичные перитониты у детей / А. А. Трошков. Б. Ю. Сяурусайтис // Хирургия. 1972. — № 6, — С. 57—60.(рос.)
9. Трошков, А. А. Профилактика и лечение келлоидных рубцов после кожнопластических операций / А. А. Трошков, П. И. Боровков, М. А. Ляпис, Р. В. Матещук и др. // Вестник хирургии им И. И. Грекова. — СПб., 1974. № 9. — С. 73—78.(рос.)